# Anton Zabolotnyj
Anton Konstantinovitj Zabolotnyj (ryska: Антон Константинович Заболотный), född 13 juni 1991, är en rysk fotbollsspelare som spelar för CSKA Moskva. Han spelar även för Rysslands landslag.

## Klubbkarriär
Den 31 maj 2021 blev Zabolotnyj klar för en återkomst i CSKA Moskva, där han skrev på ett treårskontrakt.

## Landslagskarriär
Zabolotnyj debuterade för Rysslands landslag den 7 oktober 2017 i en 4–2-vinst över Sydkorea, där han blev inbytt i den 80:e minuten mot Fjodor Smolov. Zabolotnyj har varit en del av Rysslands trupp vid EM 2020.